# 1991年アイスホッケー世界選手権
1991年アイスホッケー世界選手権（第55回アイスホッケー世界選手権）は、4月19日から5月4日までフィンランドのトゥルク、タンペレ、ヘルシンキで開催された。出場した8チームが総当たりで対戦した後、上位4位が再度総当たりで対戦しスウェーデンが5度目の優勝を果たした。またこの大会は第66回アイスホッケー欧州選手権も兼ねて行われヨーロッパのチーム同士の対戦成績で優勝が争われソ連が27回目の優勝を果たしている。

## 第55回世界選手権
| 順位 | 国               |
| ---- | ---------------- |
| 優勝 | スウェーデン     |
| 2位  | カナダ           |
| 3位  | ソビエト連邦     |
| 4位  | アメリカ合衆国   |
| 5位  | フィンランド     |
| 6位  | チェコスロバキア |
| 7位  | スイス           |
| 8位  | ドイツ           |

## 第66回欧州選手権
| 順位 | 国               |
| ---- | ---------------- |
| 優勝 | ソビエト連邦     |
| 2位  | スウェーデン     |
| 3位  | フィンランド     |
| 4位  | チェコスロバキア |
| 5位  | スイス           |
| 6位  | ドイツ           |